# Tatuaggio marinaresco

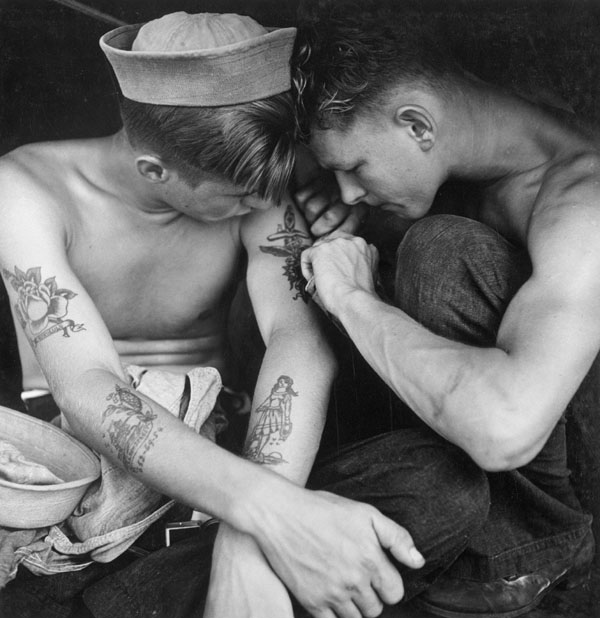
Tatuaggio a bordo della USS New Jersey, 1944

Il tatuaggio marinaresco è un tipo di tatuaggio tradizionalmente diffuso tra i marinai, generalmente con significati simbolici. Di questa pratica esistono tracce almeno fin dal XVI secolo per quanto riguarda i marinai europei e fin dall'epoca coloniale per quelli americani. Nell'ambito delle superstizioni marinaresche, i tatuaggi rivestono il ruolo di talismani protettivi, registrazioni di esperienze importanti, e simboli identitari. Tra i disegni più comuni si annoverano rondini, stelle nautiche, ancore, sirene e navi.
Per secoli, i marinai si sono tatuati per lo più durante i periodi di inattività in mare, realizzando i disegni a mano con aghi e inchiostri realizzati con pigmenti semplici come fuliggine e polvere da sparo. A partire dal 1870, alcuni ex marinai iniziarono ad aprire negozi di tatuaggi professionali nelle città portuali degli Stati Uniti e dell'Inghilterra, soprattutto dopo lo sviluppo della macchinetta elettrica per tatuaggi negli anni '90 dell'Ottocento. Ci sono evidenze di un numero significativo di tatuaggi tra i marinai della Marina degli Stati Uniti durante la Rivoluzione Americana, la Guerra Civile e la Seconda Guerra Mondiale.

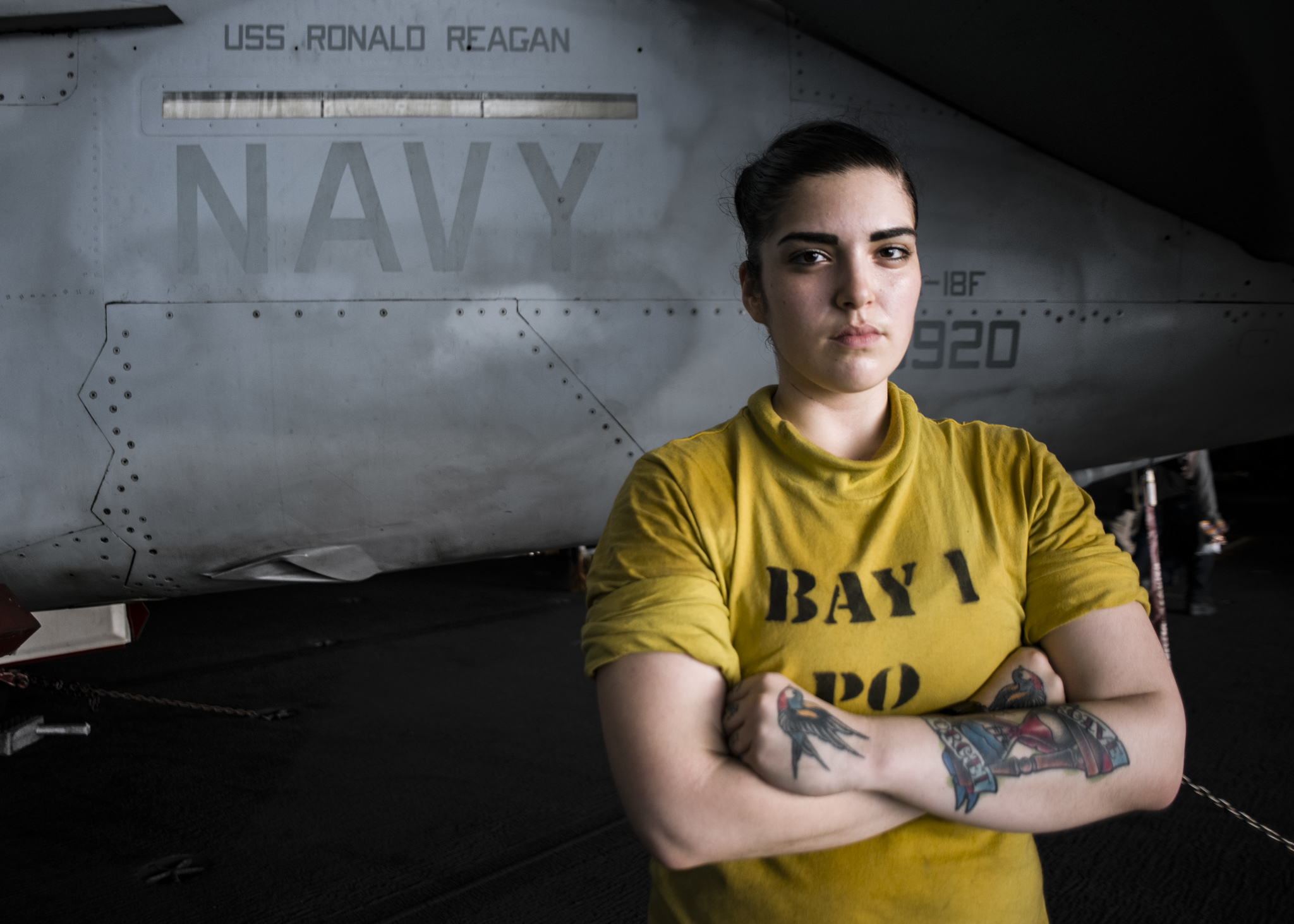
Militare di marina tatuata sulla USS Ronald Reagan, 2016

Negli Stati Uniti, questi ex marinai svilupparono lo stile del tatuaggio tradizionale americano ("old school"), a sua volta ispirato dallo stili e dalle tecniche che i marinai americani appresero dai tatuatori giapponesi.

## Storia

### Origini

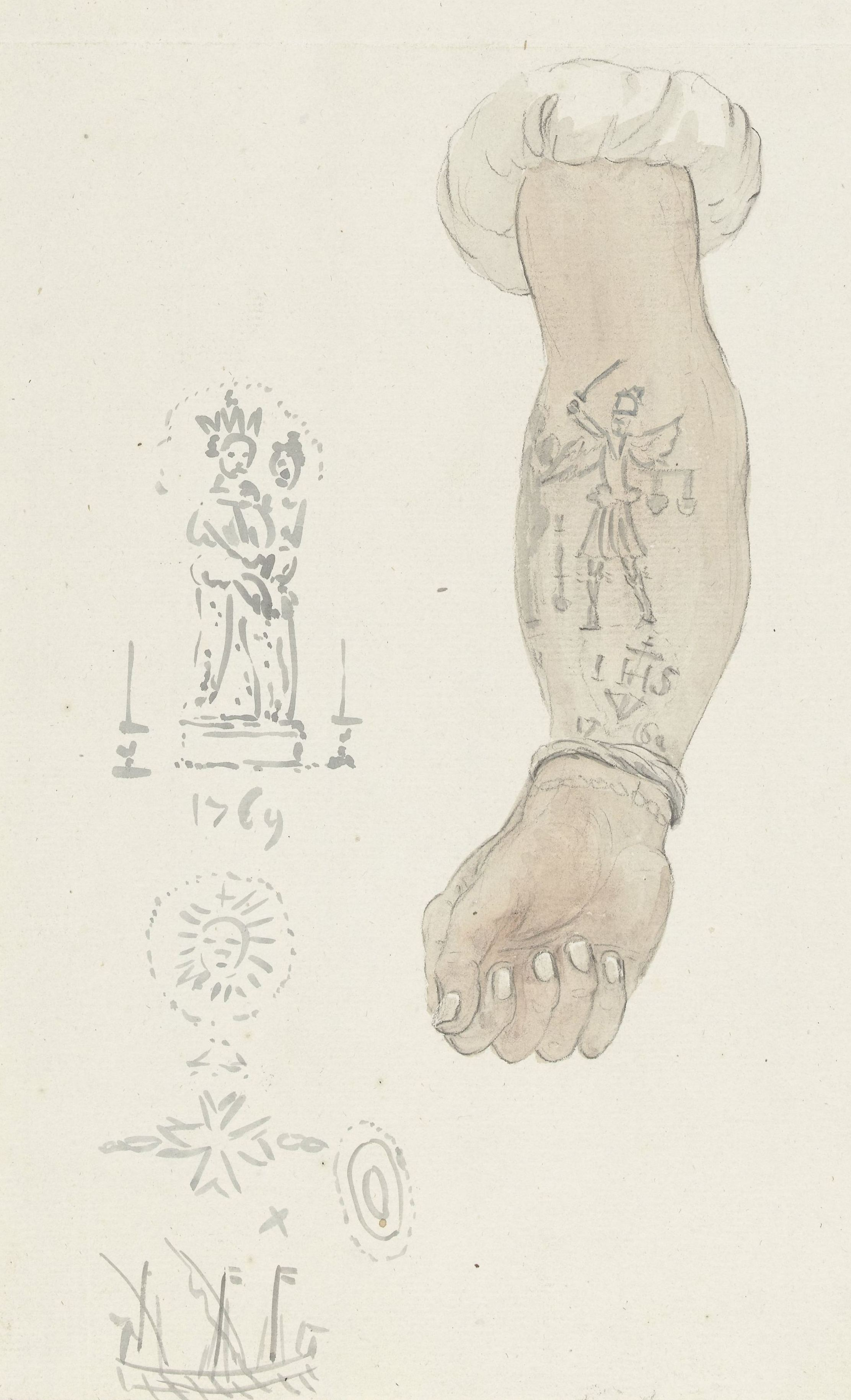
"Figure stampate sulle braccia dei nostri marinai tarantini " da Voyage en Italie, en Sicile et à Malte, 1778 di Louis Ducros

Mentre il termine tatuaggio, dalla radice polinesiana "tatau", è entrato in inglese e in altre lingue europee solo alla fine del XVIII secolo, i marinai europei hanno praticato il tatuaggio almeno dal XVI secolo.
(Charles Pierre Claret de Fleurieu)
Lo sviluppo di una tradizione del tatuaggio identificabile tra i marinai può essere un'estensione della loro "scelta di autodemarcazione sociale attraverso abiti e accessori distintivi". Inoltre i tatuaggi potevano avere anche lo scopo pratico di aiutare a identificare il corpo di un marinaio annegato.

### XVIII secolo
I marinai americani e inglesi intorno al 1700-1750 usavano polvere da sparo o inchiostro per creare tatuaggi pungendo la pelle e strofinando il pigmento sulla ferita. Agli anni 1720-1730 ci sono menzioni sui giornali della Virginia e del Maryland di marinai con tatuaggi bluastri sulle braccia realizzati con polvere da sparo, tra i quali iniziali e crocifissi.
La leggenda racconta che i tatuaggi sui marinai europei abbiano avuto origine dall'equipaggio del capitano James Cook, che fu tatuato a Tahiti nel 1769, ma in realtà Cook portò in Europa solo la parola tatuaggio, e non la pratica stessa.  Lo storico Ira Dye scrive che "il tatuaggio dei marittimi americani (e per forte deduzione, europei) era una pratica comune e consolidata al tempo dei viaggi di Cook".
Gli studiosi discutono se gli stessi viaggi di Cook abbiano notevolmente aumentato la popolarità del tatuaggio tra i marinai, o se l'aumento della diffusione della stampa e della tenuta dei registri avvenuta nello stesso periodo abbia semplicemente reso i tatuaggi più visibili nella documentazione storica.
Dopo la rivoluzione americana, i tatuaggi dei marinai americani furono elencati nei loro protection papers, un certificato di identità rilasciato per impedire l'impressment nella Royal Navy britannica.
Il Naval History and Heritage Command afferma che "entro la fine del XVIII secolo, circa un terzo dei marinai britannici e un quinto dei marinai americani avevano almeno un tatuaggio".

### XIX secolo

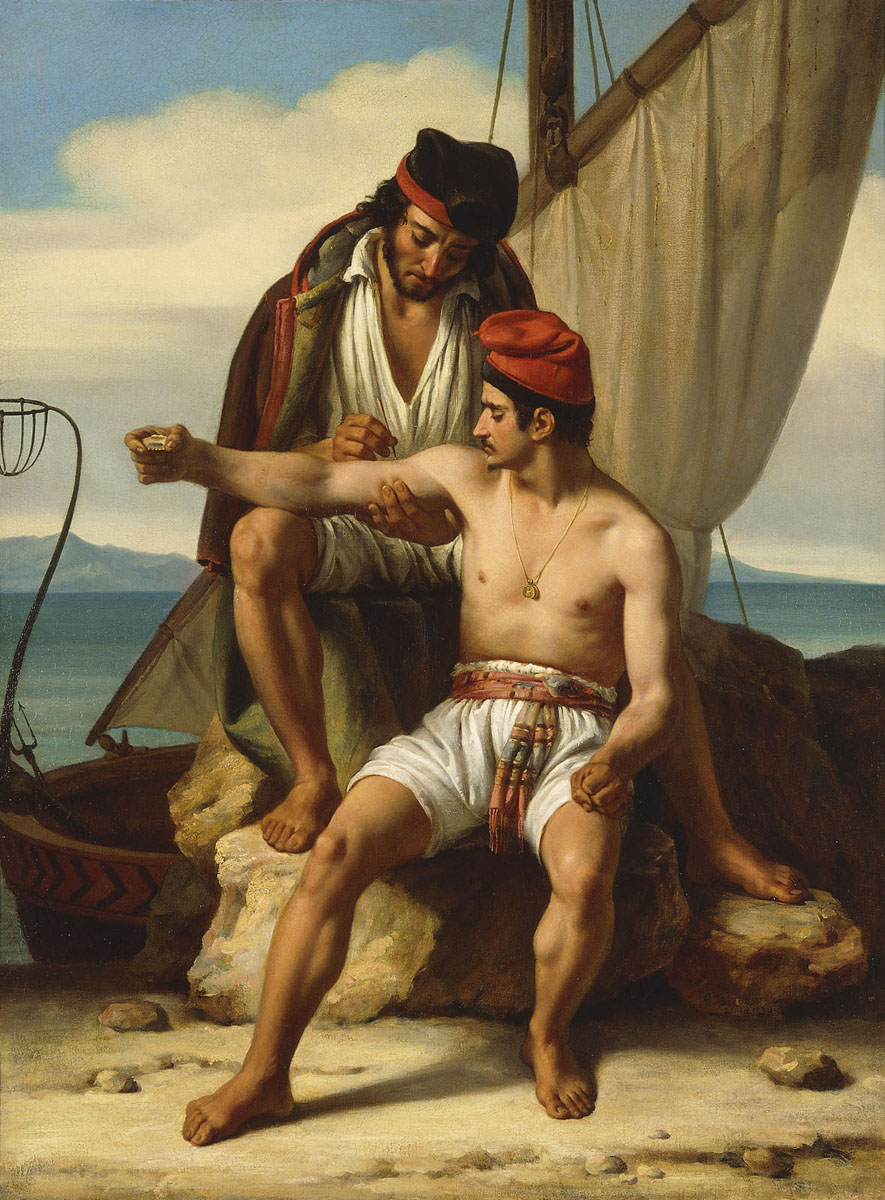
Le tatouage du matelot di Constantin Jean Marie Prevost, 1830

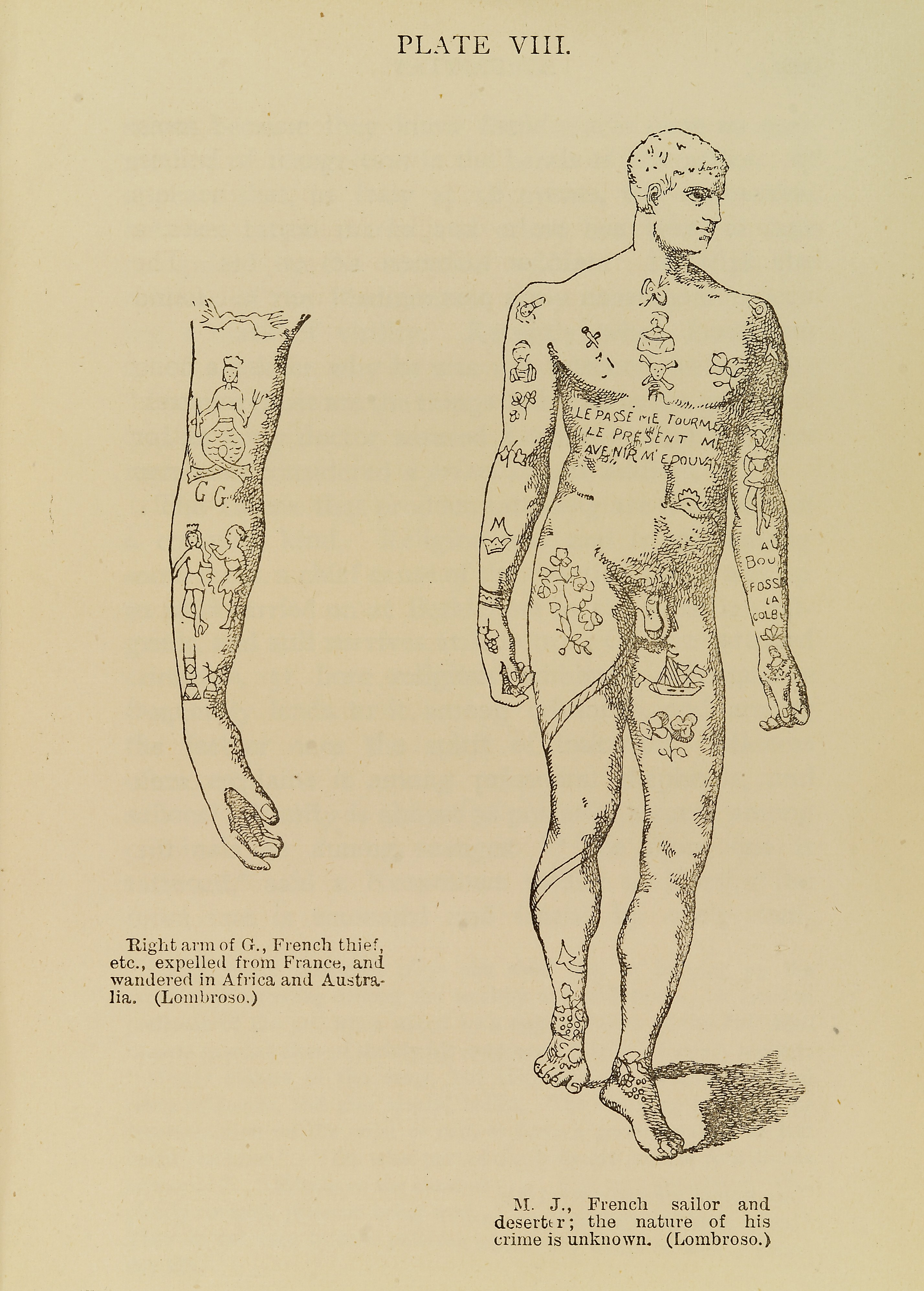
"Marinaio e disertore francese" (a destra) da The Criminal di Henry Havelock Ellis, 1890; originariamente stampato in L'homme criminel: atlas di Cesare Lombroso, 1888. Potrebbe trattarsi di un'immagine composita che non raffigura un individuo specifico.

I motivi del tatuaggio dei marinai si erano già consolidati all'inizio del XIX secolo, con ancore, navi e altri simboli nautici che erano le immagini più comunemente tatuate sui marittimi americani, seguiti da simboli patriottici come bandiere, aquile e stelle; simboli d'amore; e simboli religiosi.
Era comune per i marinai portare a bordo delle navi cassette con aghi e inchiostri per tatuarsi a vicenda in mare. Herman Melville, che prestò servizio nella Marina degli Stati Uniti nel 1843-4, racconta:
(White-Jacket; or, The World in a Man-of-War (1850))
Una lettera di un marinaio in servizio a bordo della USS Monitor durante la guerra civile americana descrive i suoi vecchi compagni di nave come tatuati in modo significativo:
(George Geer, May 24, 1862)
I registri del personale della USS Adams dal 1884 al 1889 mostrano che il 17,5% del suo equipaggio aveva tatuaggi. I tassi di tatuaggi variavano tra i diversi gruppi professionali a bordo della nave, con il 28,9% dei marinai con tatuaggi, rispetto a solo il 4% degli uomini che fornivano servizi specializzati, come farmacisti e carpentieri.

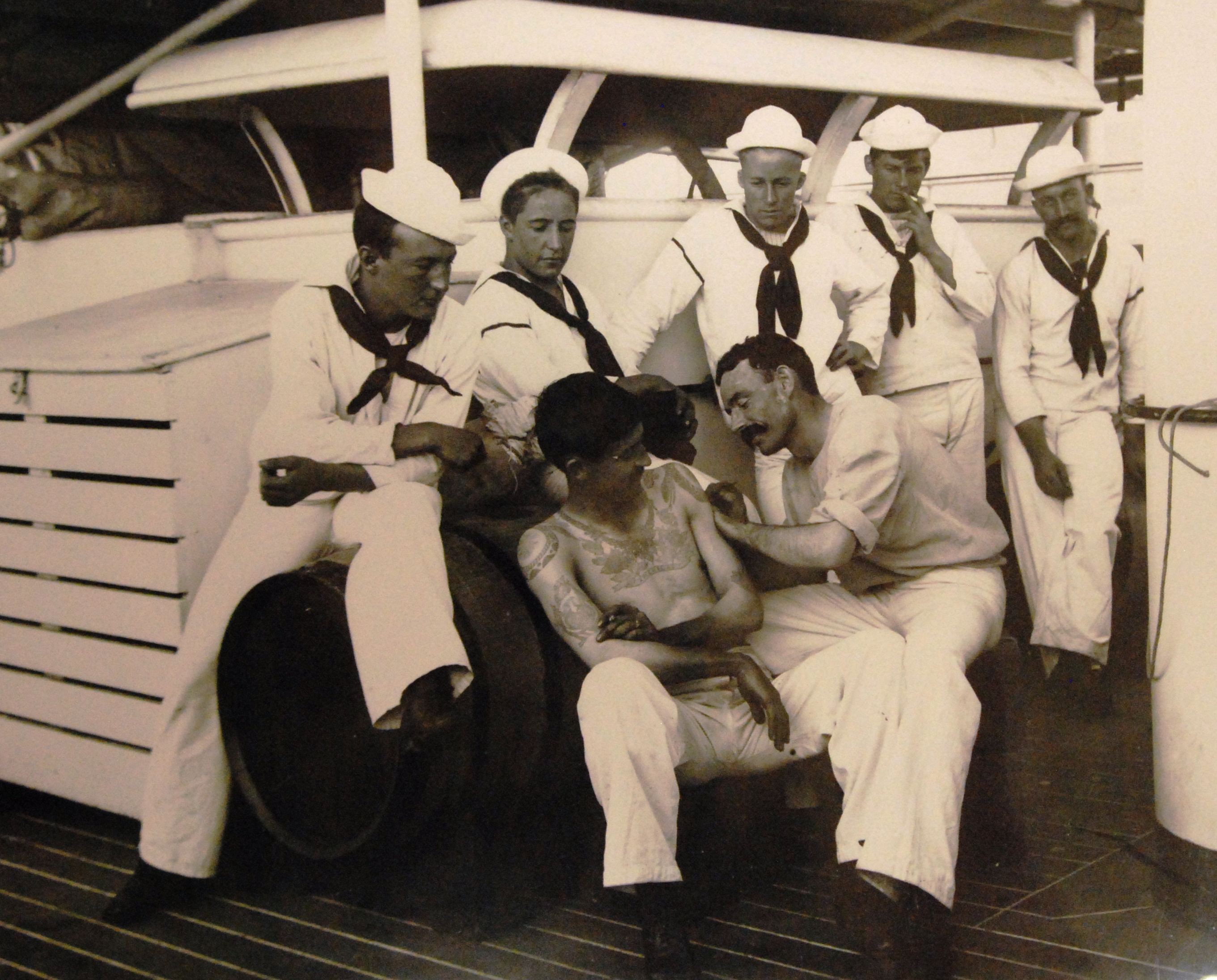
Tatuaggio sulla USS Olympia, intorno al 1899

Mentre i criminologi francesi e italiani collegavano i tatuaggi alla criminalità, il tatuaggio era "sufficientemente normalizzato da non attirare praticamente alcuna attenzione ufficiale o accademica" tra i criminologi britannici. Alla fine del XIX secolo, i tatuaggi erano comuni tra gli ufficiali e gli uomini arruolati nella Royal Navy, mentre i tatuaggi tra gli ufficiali francesi e italiani erano meno diffusi. Anche gli ufficiali della marina americana erano comunemente tatuati, di solito mentre prestavano servizio nel Pacifico occidentale.
I marinai tatuati erano un "tropo minore" della letteratura vittoriana; in A Study in Scarlet (1887), Sherlock Holmes è in grado di identificare un marinaio in pensione sulla base di un tatuaggio con un'ancora di gusto marinaresco.
Alla fine del XIX secolo, il tatuaggio tra i marinai iniziò a passare da passatempo sulle navi ad attività professionale esercitata in botteghe nelle città portuali. All'inizio degli anni 1870, Martin Hildebrandt, che aveva imparato a tatuare da un collega marinaio della Marina degli Stati Uniti, aprì uno dei primi negozi di tatuaggi negli Stati Uniti. Lo sviluppo delle macchine per tatuaggi elettriche nel 1890 consentì di realizzare tatuaggi più velocemente e precisamente. Per soddisfare la crescente domanda di tatuaggi, i tatuatori iniziarono ad acquistare e vendere serie di immagini pre-disegnate (flash), in particolare disegni semplici con contorni neri e colori limitati per consentire un lavoro rapido.

### XX secolo

#### Inizio del XX secolo

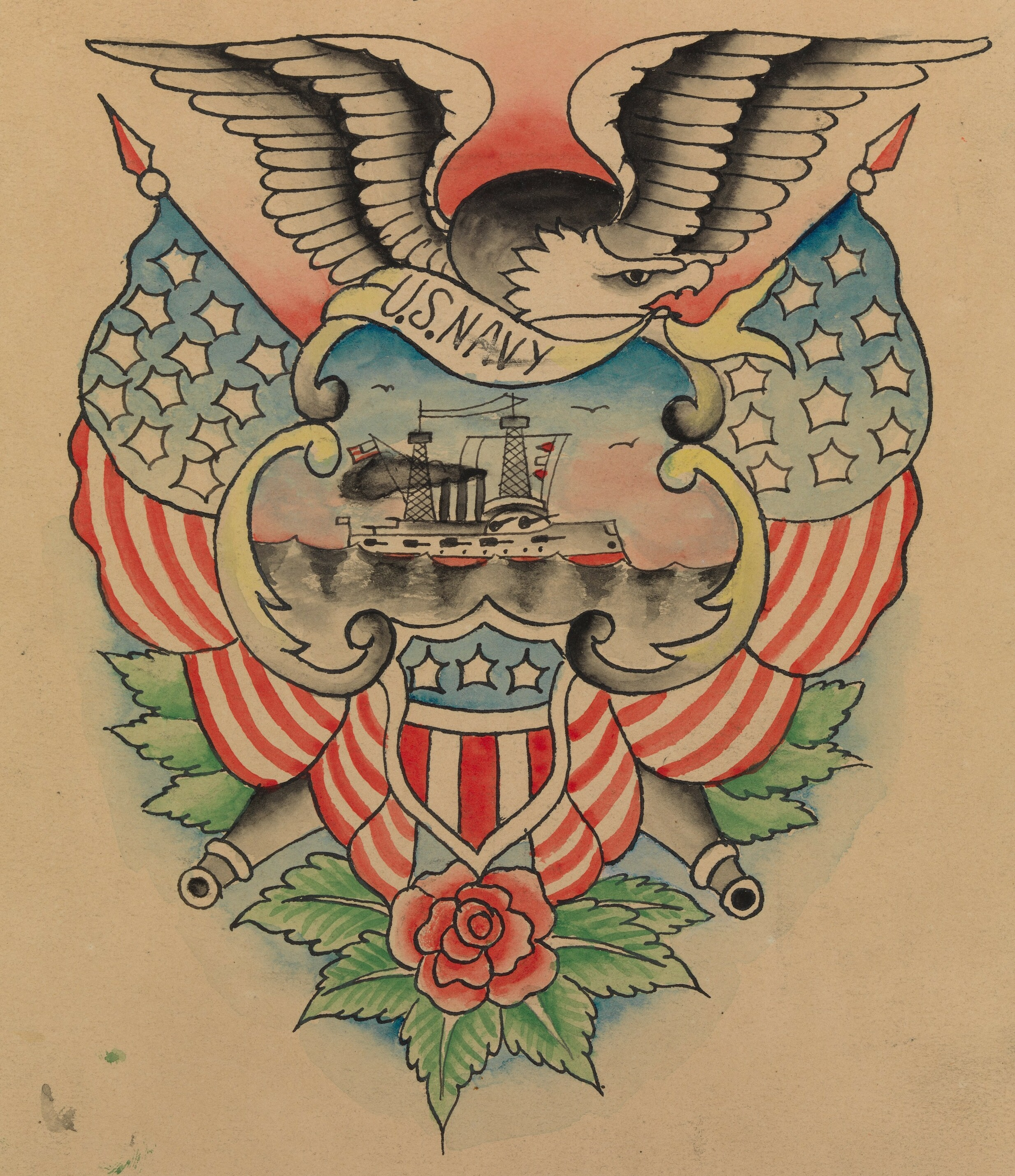
Esempio di flash in uso al 1900 al 1945

Nei registri che coprono gli anni 1900–1908, tra gli oltre 3.500 marinai che passarono attraverso la USS Independence, il 23% degli arruolati per la prima volta nella Marina degli Stati Uniti era già tatuato e circa il 60% dei "veterani" (marinai che avevano servito più di dieci anni) aveva almeno un tatuaggio.  Le immagini più comuni erano, in ordine di popolarità: stemmi, bandiere, ancore, aquile e uccelli, stelle, figure femminili, navi, mani giunte, pugnali, croci, braccialetti e cuori.  Dati comparativi mostrano che i marinai acquisivano tatuaggi più frequentemente dei marines o dei soldati.
Nel 1908, l'antropologo A. T. Sinclair, che esaminò molte centinaia di marinai, riferì che il 90% dei marinai della marina militare erano tatuati, insieme a maggioranze leggermente inferiori tra il personale della marina mercantile, rispetto a solo il 10% dei pescatori del New England. Sinclair registrò inoltre che il 90% dei marinai di acque profonde scandinavi (Svezia, Norvegia e Danimarca) erano tatuati, mentre tra il resto degli scandinavi tale pratica non era in uso.
Alcuni marinai diventarono tatuatori professionisti. Amund Dietzel imparò a tatuare come marinaio sulle navi mercantili norvegesi intorno al 1905-1906. Aprì un negozio di tatuaggi negli Stati Uniti nel 1913 o 1914 e divenne un influente tatuatore che lavorò su molti marinai e soldati. Ben Corday, che lavorò su un veliero e nei Royal Marines, divenne cittadino degli Stati Uniti nel 1912 e lavorò poi come tatuatore e flash designer. In Inghilterra si trovavano famosi tatuatori all'inizio del 1900, tra cui George Burchett, Sutherland Macdonald e Tom Riley, che avevano prestato servizio nella Royal Navy o nell'esercito britannico.
A partire dal 1914, la Marina degli Stati Uniti cominciò a scoraggiare i tatuaggi audaci, quindi, per evitare di essere squalificati dal servizio, i marinai a volte facevano "vestire" da un tatuatore i loro tatuaggi di donne nude.

#### Seconda guerra mondiale

Marinaio militare con tatuaggi che commemorano il servizio sulla USS Vincennes (CA-44) e compagni di nave persi nella battaglia dell'isola Savo, 1944

Si stima che oltre il 65% dei marinai della Marina degli Stati Uniti avesse un tatuaggio durante la seconda guerra mondiale. Uno studio di Honolulu, Hawaii, nel 1943 ha rilevato che il 65% dei clienti che visitavano i negozi di tatuaggi della città erano sottufficiali della Marina, il 25% erano arruolati nell'esercito e il restante 10% erano lavoratori della difesa. Tutti i negozi usavano macchinette elettriche per tatuare.
I marinai utilizzarono i tatuaggi come metodo di identificazione durante la seconda guerra mondiale, ad esempio facendosi tatuare per $ 1,50, il proprio numero di previdenza sociale o matricola di servizio.

#### Crescita della popolarità tra i non marinai
Lo stile old school divenne popolare tra i marinai negli anni '30 e '40, con simboli tradizionali e altre immagini di ispirazione marittima in semplici linee nere con tocchi di colore. Questo stile divenne popolare nei decenni successivi, anche tra i non marinai, attraverso il lavoro di prolifici tatuatori tra cui Norman Collins (noto come Sailor Jerry) a Honolulu, e Lyle Tuttle a San Francisco, in California. In particolare, Collins rielaborò lo stile grafico degli anni '20 e '30 con influenze di artisti giapponesi, creando immagini stilizzate che attirarono un pubblico più ampio negli anni '50 e '60.
Lo stesso avvenne anche in Canada: negli anni '50 -'60, c'erano tre tatuatori che lavoravano nelle città portuali e vicino a una base della Marina, servendo principalmente marinai, e che cominciavano ad avere tra i propri clienti anche civili che volevano tatuaggi in stile marinaro.

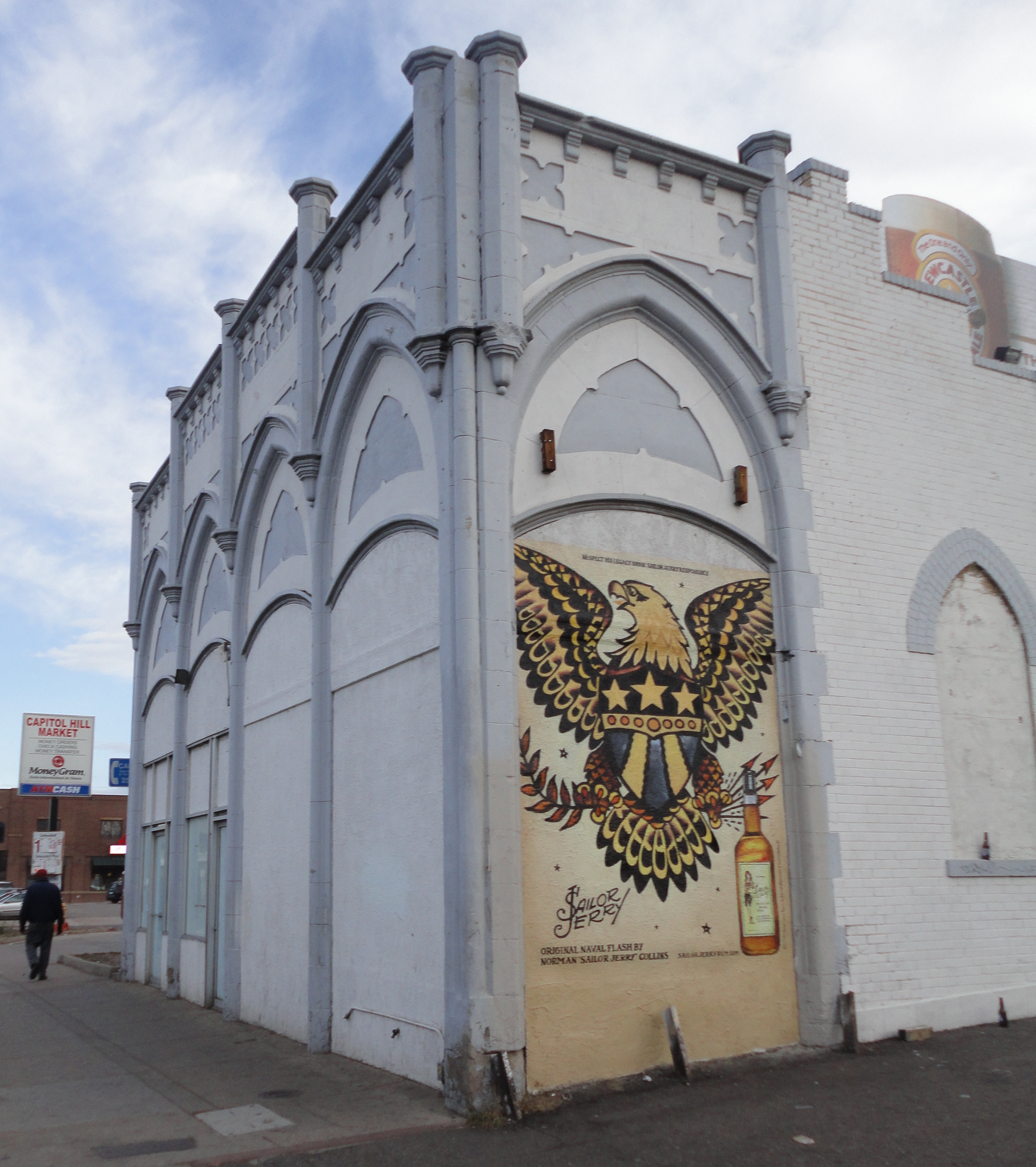
Pubblicità del marchio Sailor Jerry Ltd. nel 2010

Questo stile è rimasto popolare tra i tatuatori e negli anni '90 e 2000 artisti come Don Ed Hardy hanno promosso un revival. Hardy fu addestrato da un tatuatore, Samuel Steward, che aveva imparato da Dietzel e aveva alcuni sui flash in bottega. Nel 1995, Hardy pubblicò un libro sul rinnovato interesse del pubblico per i modelli più vecchi, Flash from the Past: Classic American Tattoo Designs 1890-1965 . Nel 1999, Hardy, Steven Grasse e Michael Malone fondarono Sailor Jerry Ltd. per utilizzare i design flash di Collins su prodotti tra cui Sailor Jerry Rum. Hardy ha iniziato a concedere in licenza i propri disegni per una linea di abbigliamento nei primi anni 2000 e molti altri prodotti sono stati venduti con il suo marchio. Questa merce a tema ha contribuito alla popolarità di questi tatuaggi tra il grande pubblico.

### XXI secolo

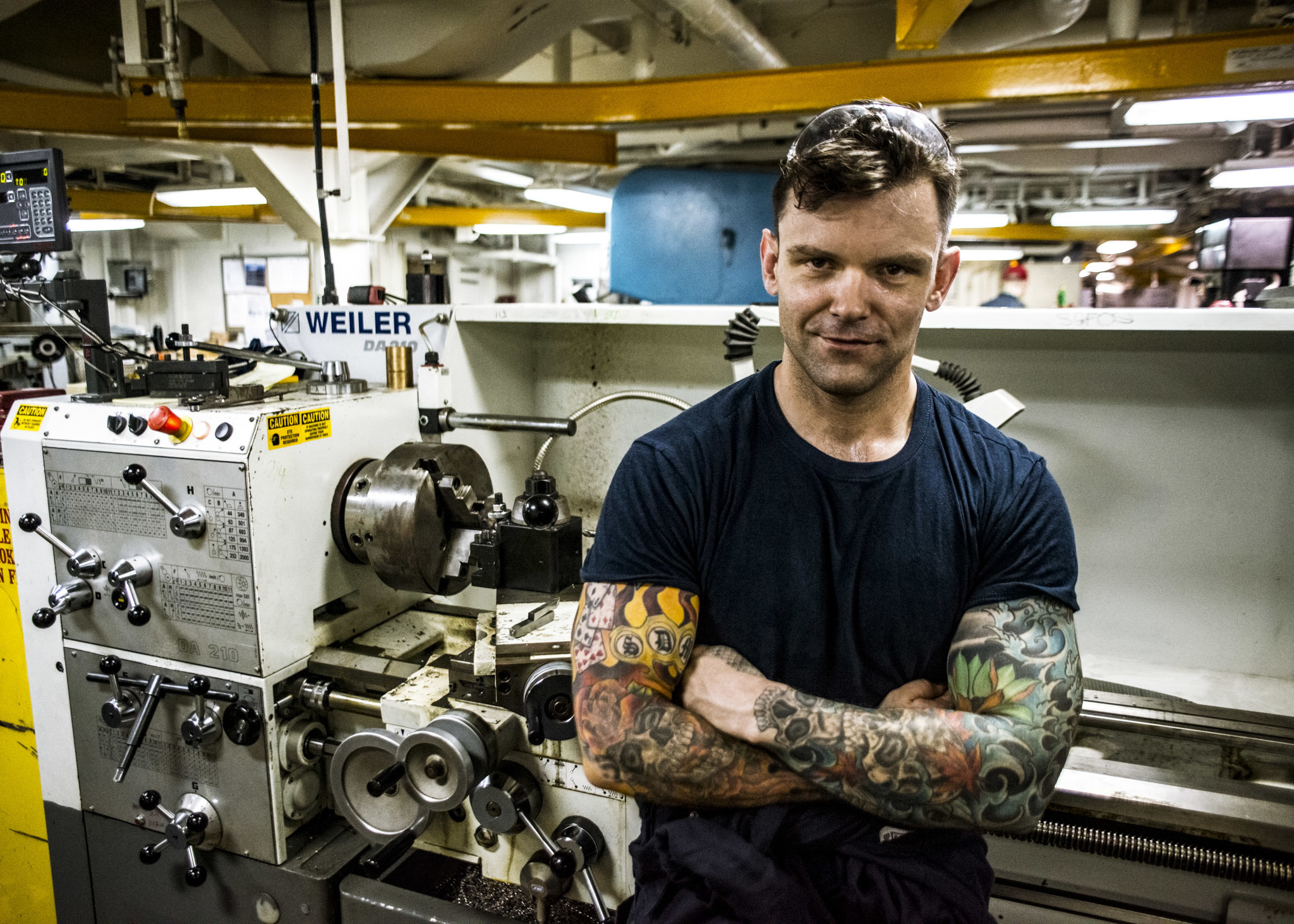
Meccanico nel 2016

### Militari
Nel 2016 la Marina degli Stati Uniti ha emesso politiche più liberali sui tatuaggi, consentendo ai marinai di avere tatuaggi sotto il ginocchio e sugli avambracci e sulle mani, nonché tatuaggi fino a un pollice per un pollice sul collo, incluso dietro l'orecchio. I marinai con tatuaggi visibili sono diventati idonei per il reclutamento e l'addestramento delle reclute al campo di addestramento. La Guardia Costiera degli Stati Uniti ha cambiato le sue politiche nel 2013 e nel 2016 per consentire anche tatuaggi su braccia e mani, per sostenere gli sforzi di reclutamento. Nel 2020, la Marina degli Stati Uniti ha discusso della possibilità di aprire negozi di tatuaggi sulle basi, come parte dei negozi e dei servizi del Navy Exchange.
Anche i marinai della Royal Australian Navy hanno tatuaggi come parte delle loro tradizioni nautiche.
Nel 2017, la Royal New Zealand Navy ha dato il permesso a un marinaio in servizio di farsi tatuare un tradizionale tā moko Māori. Da allora, altri marinai si sono fatti tatuare moko durante il servizio in Marina.

### Popolazione generale
Negli anni 2010, i tatuaggi "rétro" in stile marinaio hanno continuato a essere popolari. Un tatuatore di Londra ha detto: "Le persone non vogliono i tatuaggi che aveva il loro papà, vogliono i tatuaggi che aveva il loro nonno", riferendosi agli stemmi degli anni '40 -'50 e ai motivi tradizionali dei marinai. Discutendo delle persone che continuano a farsi nuovi tatuaggi di vecchi disegni flash, molti derivati da motivi marinari, lo storico Matt Lodder ha scritto: "Tatuare un veliero su un marinaio del 1920 era un'impresa ragionevole e forse inevitabile; tatuare una nave simile su un millenial suburbano è, come il Chisciotte di Menard, "quasi infinitamente più ricco"; anche se identico nella forma, esso è sostenuto da diversi secoli di risonanza culturale accumulata, a cui l'atto stesso della ripetizione non fa che aggiungersi".

## Tradizioni

### Protezione

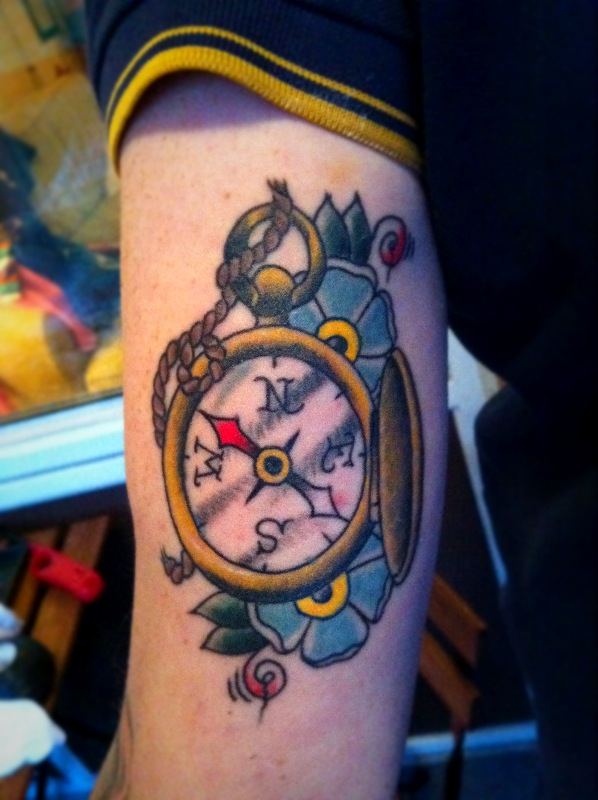
Bussola in stile "old school", 2011

I tatuaggi hanno rispecchiato le superstizioni dei marinai, inclusa la convinzione che certi simboli e talismani potessero aiutarli. I marinai credevano che una stella nautica o una rosa dei venti li avrebbe aiutati a navigare e a ritrovare la strada per il porto o per tornare a casa. Un maiale e una gallina, solitamente tatuati su ciascun piede (maiale a sinistra, pollo a destra), erano protezioni contro l'annegamento in un naufragio. Si diceva che maiali e polli sopravvivessero ai relitti perché le loro gabbie di legno li tenevano a galla. Questa superstizione risale almeno alla fine del XIX secolo.  "Hold Fast" sulle nocche era un incantesimo per aiutare marinai a mantenere una salda presa sul sartiame.
Anche i tatuaggi religiosi come i crocifissi erano simboli protettivi per i marinai. Le croci sui piedi avevano lo scopo di prevenire gli attacchi di squali se gettati in mare.

### Esperienze e successi
I tatuaggi sono serviti come registrazioni di esperienze importanti come viaggi, risultati, gerarchia navale, grado, status, appartenenza e altri eventi significativi.

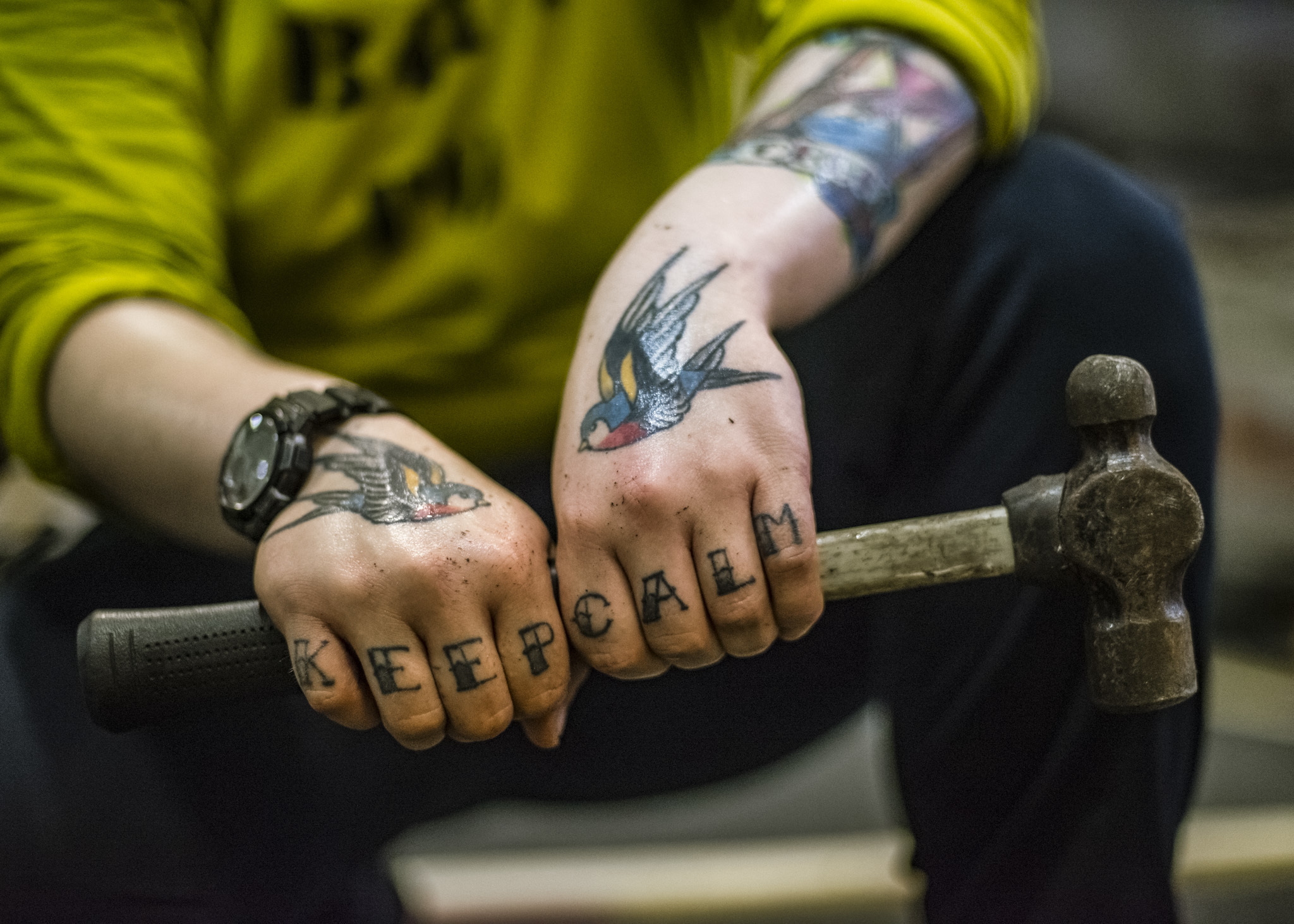
Tatuaggi di rondini, 2016

I marinai tradizionalmente si facevano un primo tatuaggio di rondine per aver percorso 5 000 miglia nautiche (9 260 km), e un secondo per le 10 000 miglia nautiche (18 520 km), spesso su entrambi i lati del torace. L'uccello è tipicamente una rondine da fienile, a testimonianza del fatto che questi uccelli migrano lontano da casa e viceversa. Una variante era invece il passero .
Una veliero completamente armato rappresentava spesso l'attraversamento di Capo Horn, un'importante rotta commerciale particolarmente pericolosa. Un clipper poteva invece riferirsi all'avventura e al successivo ritorno a casa.
Un'ancora indicava storicamente la navigazione attraverso l'Atlantico oppure poteva rappresentare che il marinaio avesse raggiunto un grado maggiore o che avesse trascorso molto tempo in mare, oppure poteva semplicemente identificarlo come marinaio. Le ancore incrociate tra il pollice e l'indice indicavano tra i marinai militari americani il grado di boatswain's mate e i cannoni incrociati il servizio navale militare. Una corda attorno al polso rappresentava il grado di marinaio, e un arpione indicava un membro di una flotta baleniera o peschereccia.

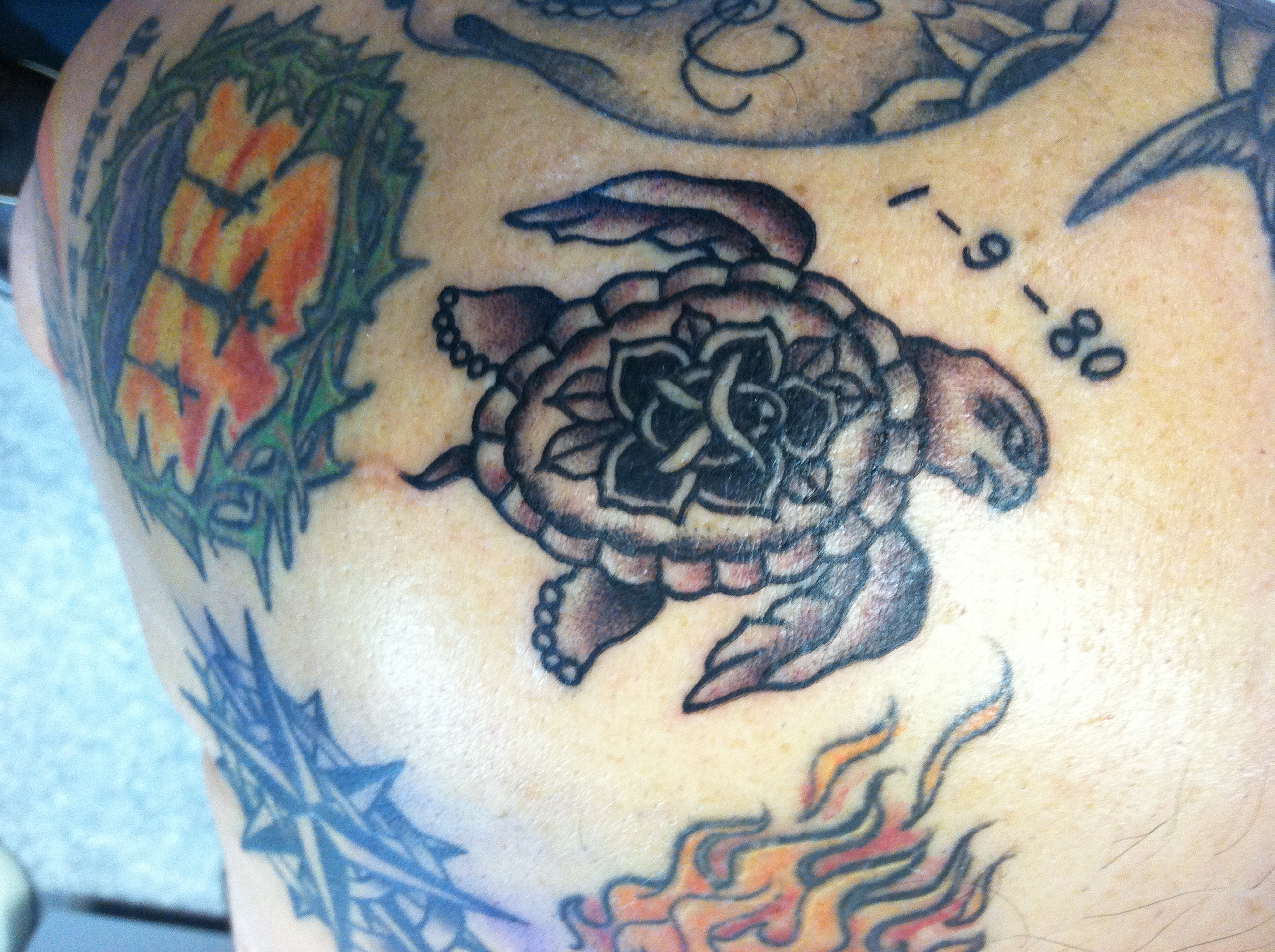
Tartaruga con data di attraversamento dell'equatore (9 gennaio 1980)

I marinai si tatuavano anche in occasione di attraversamenti di paralleli e meridiani significativi. Una tartaruga o Nettuno rappresentavano l'attraversamento dell'equatore, e un drago d'oro significa che un marinaio ha attraversato la linea del cambio di data internazionale. Una conchiglia dorata rappresenta l'aver attraversato contemporaneamente l'equatore e la linea del cambio di data internazionale.
Un drago originariamente indicava che un marinaio aveva prestato servizio in Cina, e in seguito rappresentò il servizio nell'Oceano Pacifico occidentale in generale. Una ragazza hula o una palma significava essere di stanza alle Hawaii o di navigare lì.